# Kinna-Fritsla pastorat
Kinna-Fritsla pastorat var ett flerförsamlingspastorat i Marks och Kinds kontrakt i Göteborgs stift i Marks kommun i Västra Götalands län. 
Pastoratet bildades 2018 genom samgående av nedanstående församlingar som tidigare utgjort egna pastorat:
- Fritsla-Skephults församling
- Kinna församling

1 januari 2024 gick församlingarna samman i Kinna-Fritsla församling och pastorat blev ett enförsamlingspastorat
Pastoratskod är 081211.